# Frente Patriótica de Ruanda
A Frente Patriótica de Ruanda (RPF-Inkotanyi, em francês:  Front Patriotique Rwandais, FPR) é o partido político dominante em Ruanda. Liderado pelo presidente Paul Kagame, o partido governa o país desde que sua ala armada terminou o genocídio de Ruanda em 1994. 

## História

### Aliança Ruandesa pela Unidade Nacional
Após a derrubada de Idi Amin em 1979, a inteligência para refugiados tutsis em Uganda criou a primeira organização política de refugiados da região, a Aliança Ruandesa para a Unidade Nacional (RANU), para discutir um possível retorno a Ruanda. Embora principalmente um fórum de discussão intelectual, tornou-se militante após a eleição fraudulenta Milton Obote, em 1980, resultou em muitos refugiados tutsis se juntando a Yoweri Museveni no combate à Guerra Bush em Uganda. Em resposta, Obote denunciou o Exército de Resistência Nacional (ARN) de Museveni como composto por baniaruandas. Uma tentativa fracassada de forçar todos os refugiados tutsis aos campos de refugiados em fevereiro de 1982 resultou em um expurgo maciço, levando 40.000 refugiados de volta ao Ruanda. O governo de Ruanda declarou que reconheceu apenas 4000 deles como nacionais de Ruanda, enquanto Uganda declarou que eles devolveriam apenas 1000. Os 35.000 restantes foram deixados em um limbo legal ao longo da região de fronteira que durou anos, de onde muitos jovens refugiados saíram para ingressar na NRA.
Duas das 27 pessoas que fizeram parte da invasão da NRA em 1981 em Kabamba, que começou a guerra, eram refugiados tutsis: Fred Rwigyema e Paul Kagame, que haviam crescido juntos no campo de refugiados de Kahunge e eram membros ativos da RANU. Quando a NRA vitoriosa entrou em Campala em 1986, cerca de um quarto de seus 16 000 combatentes eram baniaruandas, enquanto Rwigyema era seu vice-comandante. Após a formação do governo de Museveni, Rwigyema foi nomeado vice-ministro da Defesa e vice-comandante do exército, perdendo apenas para Museveni na cadeia militar de comando da nação. Kagame foi nomeado chefe interino da inteligência militar. Os refugiados tutsis formaram um número desproporcional de oficiais da NRA porque ingressaram na rebelião mais cedo e, portanto, acumularam mais experiência.
As contribuições dos baniaruandas na guerra foram imediatamente reconhecidas pelo novo governo. Seis meses depois de assumir o poder, Museveni reverteu o regime legal de décadas e declarou que os baniaruandas, que residia em Uganda, teria direito à cidadania após 10 anos. Em dezembro de 1987, a RANU realizou seu sétimo congresso em Campala e renomeou-se a Frente Patriótica de Ruanda. O novo RPF, dominado pelos veteranos de guerra baniaruandas, era muito mais militarista do que o RANU original.

### Frente Patriótica de Ruanda
Em 1 de outubro de 1990, a RPF liderada pelo major-general Fred Gisa Rwigyema invadiu Ruanda, iniciando a Guerra Civil de Ruanda . Apesar de o comandante Fred Gisa Rwigyema ter sido morto em 2 de outubro, a incursão da RPF foi inicialmente bem-sucedida. No entanto, o Exército de Ruanda recebeu ajuda da Bélgica, França e Zaire e, dentro de um mês, recuperou a iniciativa, forçando o RPF de volta ao Uganda. 
Paul Kagame estava muito perto do Major-General Fred Gisa Rwigyema, como tal, ele foi convidado a voltar de seus estudos militares nos Estados Unidos para assumir o controle da RPF. Posteriormente, a RPF recorreu a ataques de guerrilha, concentrando-se nas áreas de Biumba e Ruengueri, ganhando o controle de grande parte do norte do país em 1992. Eventualmente, as negociações entre a RPF e o governo de Ruanda levaram à assinatura dos Acordos de Arusha em 1993, resultando na permissão do pessoal da RPF e de outros refugiados para retornar ao país. 
O cessar-fogo terminou em 6 de abril de 1994, quando o avião do presidente Juvénal Habyarimana foi abatido perto do aeroporto de Kigali, matando-o e Cyprien Ntaryamira, presidente do Burundi. Ainda não se sabe quem lançou o ataque; o RPF culpou os extremistas hutus no governo de Ruanda, enquanto o governo alegou que o RPF era responsável pelo ataque. A derrubada do avião serviu como catalisador do genocídio de Ruanda, que começou em poucas horas. Ao longo de aproximadamente 100 dias, cerca de 1 000 000 de tutsis foram mortos, por ordem do governo interino. A RPF tutsi recomeçou sua ofensiva e assumiu o controle do país metodicamente cortando as rotas de suprimento do governo e aproveitando a deterioração da ordem social. Em 7 de junho, o arcebispo hutu de Kigali, Vincent Nsengiyumva, foi assassinado perto do centro da igreja de Kabgayi com dois bispos e treze padres por membros da RPF, que se acreditava que os prelados estavam envolvidos com a morte de suas famílias.
A vitória da RPF estava completa quando Kigali foi capturado em 4 de julho e no resto do país em 18 de julho. Pasteur Bizimungu, do RPF, foi instalado como presidente de Ruanda, com Kagame nomeado vice-presidente. A RPF foi dividida em uma divisão política que mantinha o nome da RPF, e uma militar, chamada Exército Patriótico de Ruanda. 
Em fevereiro de 1998, Kagame foi eleito presidente da RPF, substituindo Alexis Kanyarengwe, e em março de 2000, ele se tornou o presidente nacional. Após um referendo constitucional em 2003, Kagame foi eleito presidente com 95% dos votos. O RPF formou uma coalizão com vários partidos menores, que receberam 74% dos votos nas eleições parlamentares de 2003, conquistando 40 dos 53 assentos eleitos na Câmara dos Deputados. A coalizão conquistou 42 cadeiras nas eleições parlamentares de 2008 e Kagame foi reeleito como presidente em 2010 com 93% dos votos. As eleições parlamentares de 2013 viram a coalizão liderada pela RPF conquistar 41 cadeiras. 

## Resultados eleitorais

### Eleições presidenciais
| Data | Candidato   | CI. | Votos     | %            |
| ---- | ----------- | --- | --------- | ------------ |
| 2003 | Paul Kagame | 1.º | 3 544 777 | 95,1 / 100,0 |
| 2010 | Paul Kagame | 1.º | 4 638 560 | 93,1 / 100,0 |
| 2017 | Paul Kagame | 1.º | 6 675 472 | 98,8 / 100,0 |

### Eleições legislativas
| Data | CI. | Votos     | %            | +/- | Deputados | +/- | Status  |
| ---- | --- | --------- | ------------ | --- | --------- | --- | ------- |
| 2003 | 1.º | 2 774 661 | 73,8 / 100,0 |     | 33 / 80   |     | Governo |
| 2008 | 1.º | 3 655 956 | 78,8 / 100,0 | 5,0 | 36 / 80   | 3   | Governo |
| 2013 | 1.º | N/D       | 76,2 / 100,0 | 2,6 | 37 / 80   | 1   | Governo |
| 2018 | 1.º | 4 926 366 | 74,0 / 100,0 | 2,2 | 36 / 80   | 1   | Governo |